# Jerzy Schoen-Wolski
Jerzy Schoen-Wolski (ur. 8 lipca 1892 w Śmiglu, zm. 30 kwietnia 1940 w Katyniu) – porucznik kawalerii Wojska Polskiego.

## Życiorys
Urodził się 8 lipca 1892 w Śmiglu, w rodzinie Bolesława i Klary z Lisewskich. Uczył się w szkole handlowej w Warszawie, a następnie w szkole realnej w Orenburgu. Później studiował na Wydziale Prawa Uniwersytetu w Tomsku. Członek Polskiej Organizacji Wojskowej, a następnie 5 Dywizji Strzelców Polskich na Syberii. W 1921 wrócił do Polski i został zatrudniony w Oddziale III Sztabu Generalnego, w charakterze archiwisty.
8 stycznia 1924 został zatwierdzony w stopniu podporucznika ze starszeństwem z 1 czerwca 1919 i 242. lokatą w korpusie oficerów rezerwy kawalerii. Posiadał wówczas przydział w rezerwie do 6 pułku strzelców konnych w Żółkwi, a w 1934 do 7 pułku ułanów w Mińsku Mazowieckim. Na stopień porucznika został mianowany ze starszeństwem z 19 marca 1939 i 14. lokatą w korpusie oficerów rezerwy kawalerii.
W czasie kampanii wrześniowej 1939 dostał się do sowieckiej niewoli. Przebywał w obozie w Kozielsku. 30 kwietnia 1940 został zamordowany przez funkcjonariuszy NKWD w Katyniu i tam pogrzebany. Od 28 lipca 2000 roku spoczywa na Polskim Cmentarzu Wojennym w Katyniu.
5 października 2007 minister obrony narodowej Aleksander Szczygło mianował go pośmiertnie na stopień kapitana. Awans został ogłoszony 9 listopada 2007, w Warszawie, w trakcie uroczystości „Katyń Pamiętamy – Uczcijmy Pamięć Bohaterów”.
Był żonaty.

## Ordery i odznaczenia
- Krzyż Niepodległości – 16 marca 1933 „za pracę w dziele odzyskania niepodległości”[8]
- Krzyż Walecznych
- Brązowy Krzyż Zasługi